# Jacek Goleń
Jacek Goleń (ur. 16 sierpnia 1969 w Jaśle) – polski duchowny, dr hab. nauk teologicznych, profesor nadzwyczajny Katedry Duszpasterstwa Rodzin Katolickiego Uniwersytetu Lubelskiego.

## Życiorys
W 1993 ukończył studia w Wyższym Seminarium Duchownym w Przemyślu, a potem odbył studia w Wyższym Seminarium Duchownym w Rzeszowie. 16 maja 1996 został wyświęcony na kapłana. Kontynuował doktoranckie studia w Instytucie Pastoralnym i Katechetycznym na Katolickim Uniwersytecie Lubelskim.
14 czerwca 2004 obronił pracę doktorską pt. Postawy rodziców wobec zadań wychowania seksualnego. Studium pastoralne, otrzymując doktorat, a 15 października 2013 habilitował się na podstawie dorobku naukowego i pracy zatytułowanej Motywy zawarcia małżeństwa sakramentalnego. Studium z duszpasterstwa rodzin w świetle badań narzeczonych.
Pracował w Instytucie Nauk o Wychowaniu na Wydziale Pedagogicznym Akademii Ignatianum w Krakowie oraz został zatrudniony na stanowisku asystenta w Instytucie Teologii Pastoralnej i Katechetyki na Wydziale Teologii Katolickiego Uniwersytetu Lubelskiego Jana Pawła II i profesora nadzwyczajnego Katedry Duszpasterstwa Rodzin Katolickiego Uniwersytetu Lubelskiego.